# GAZ-12 ZIM

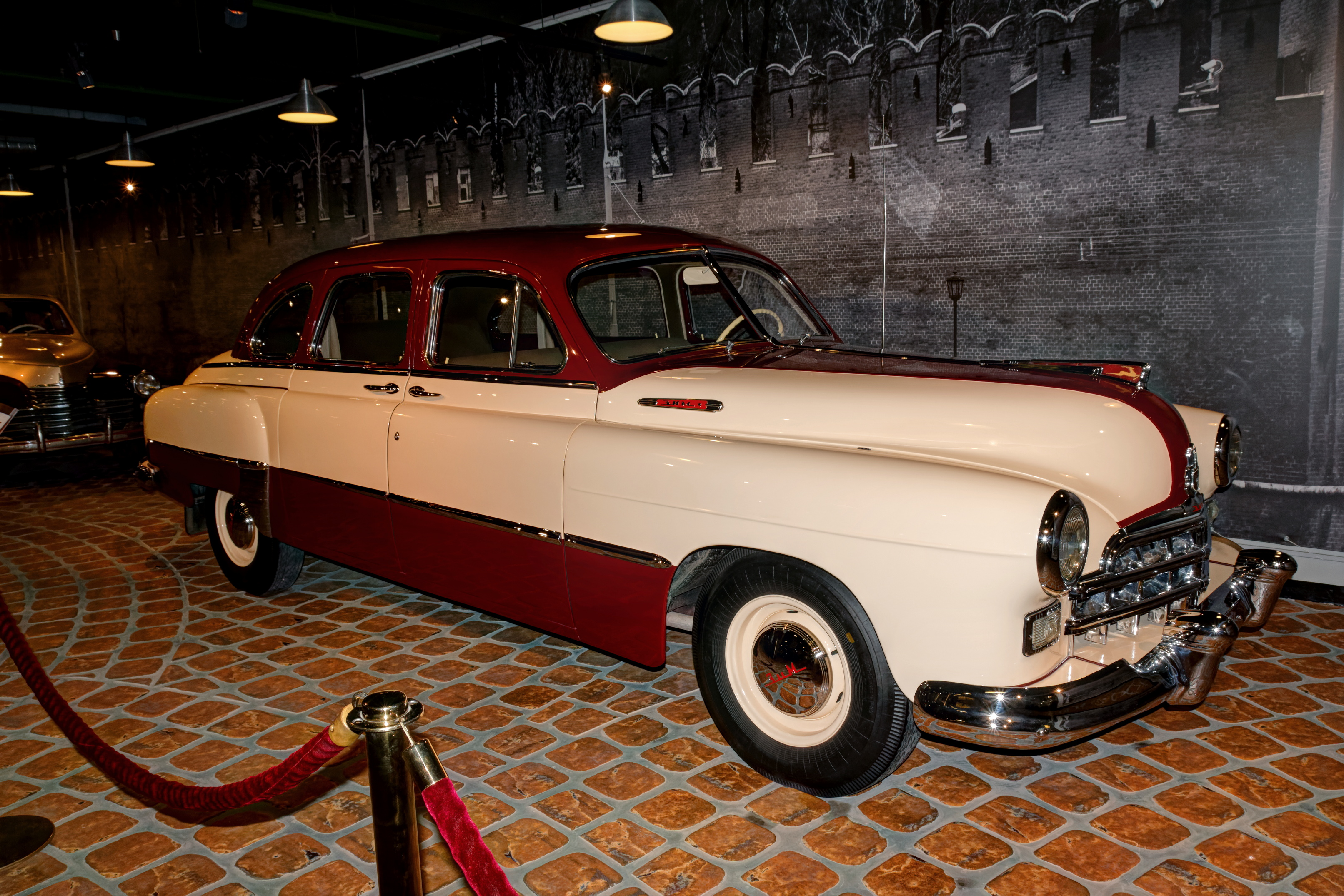
GAZ-12 ZIM in einem Museum in Archangelsk (2014)

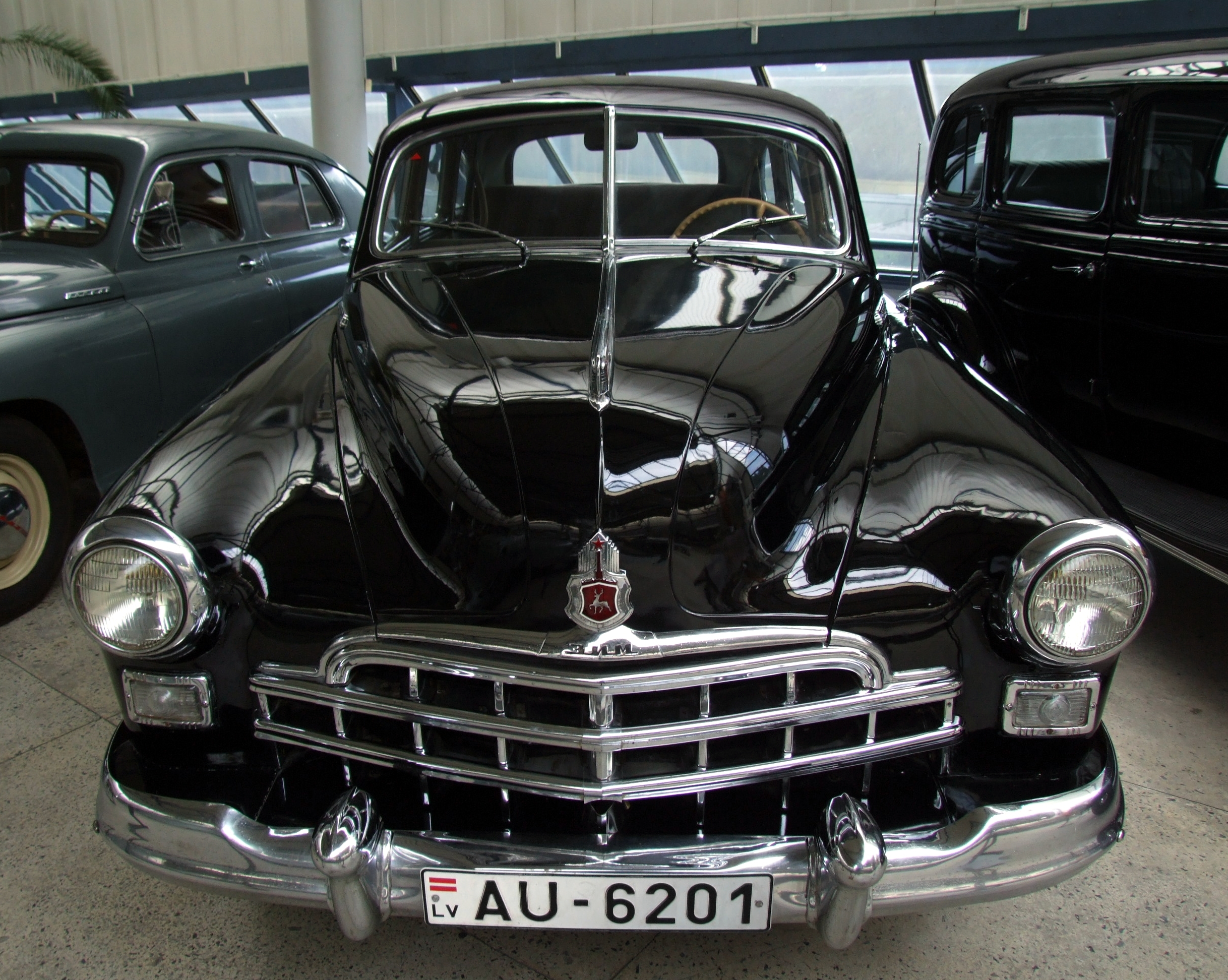
GAZ-12 ZIM im Rigaer Motormuseum (2011)

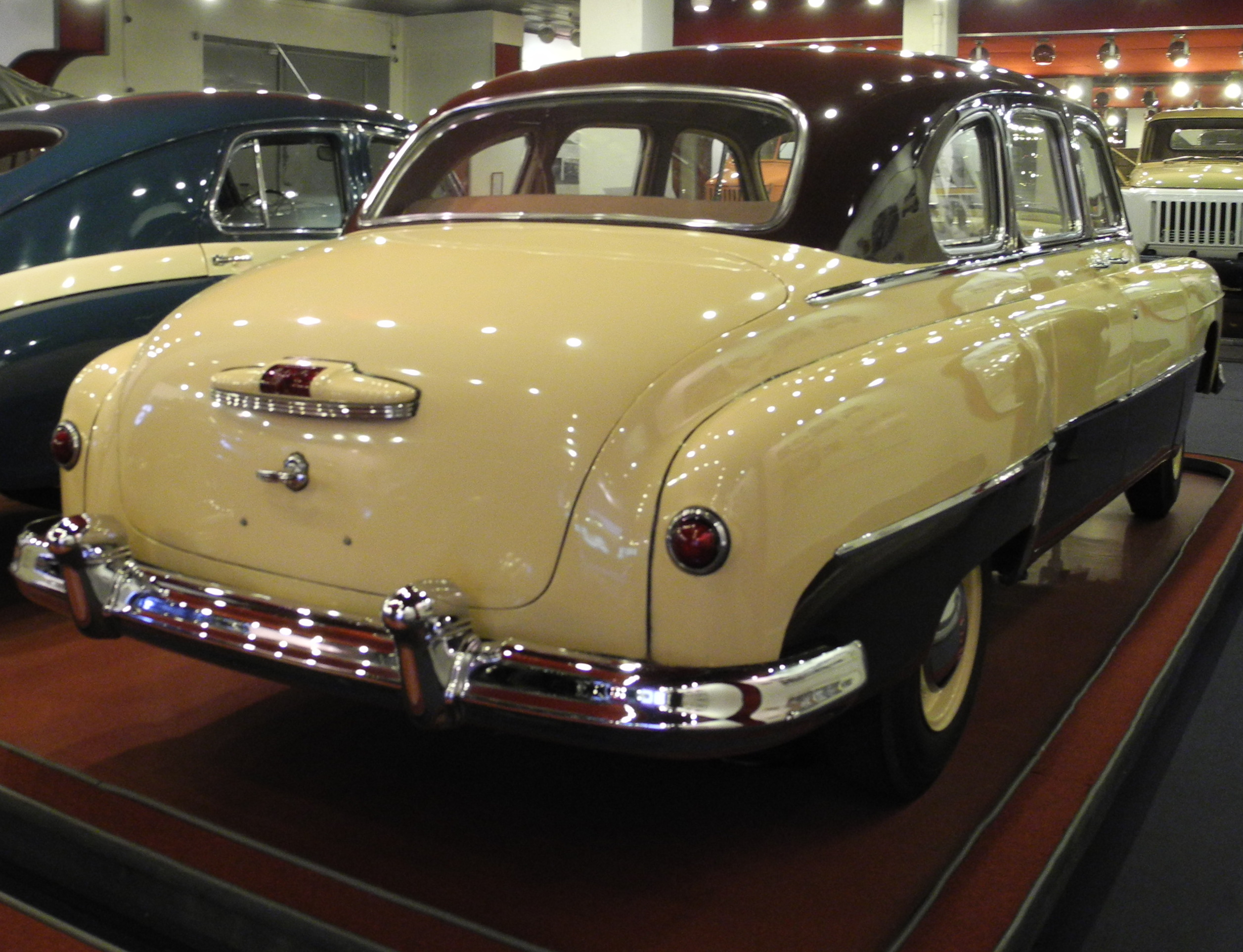
GAZ-12 ZIM, Heckansicht, im GAZ-Museum Nischni Nowgorod

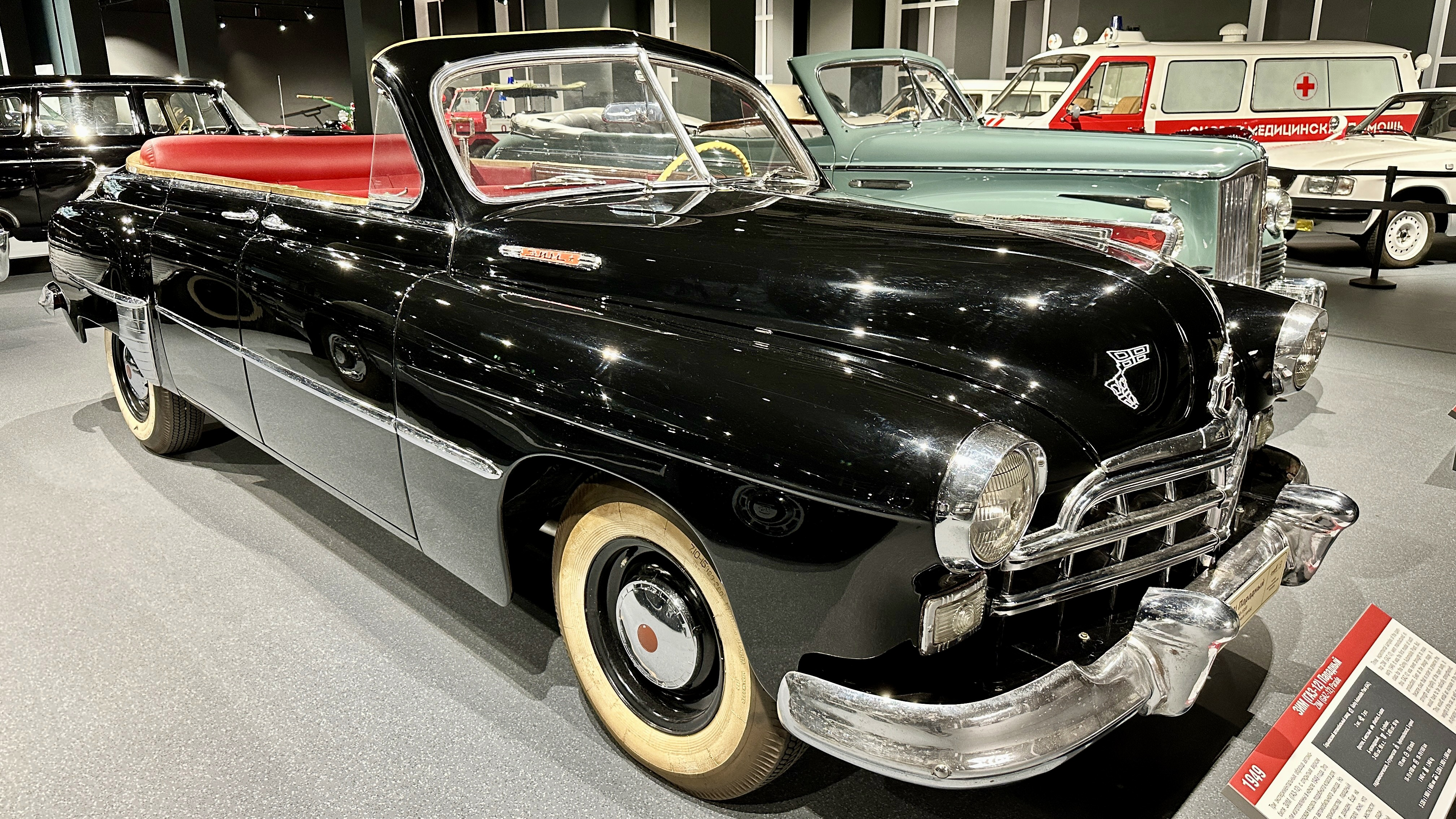
GAZ-12 ZIM als Phaeton (2023)

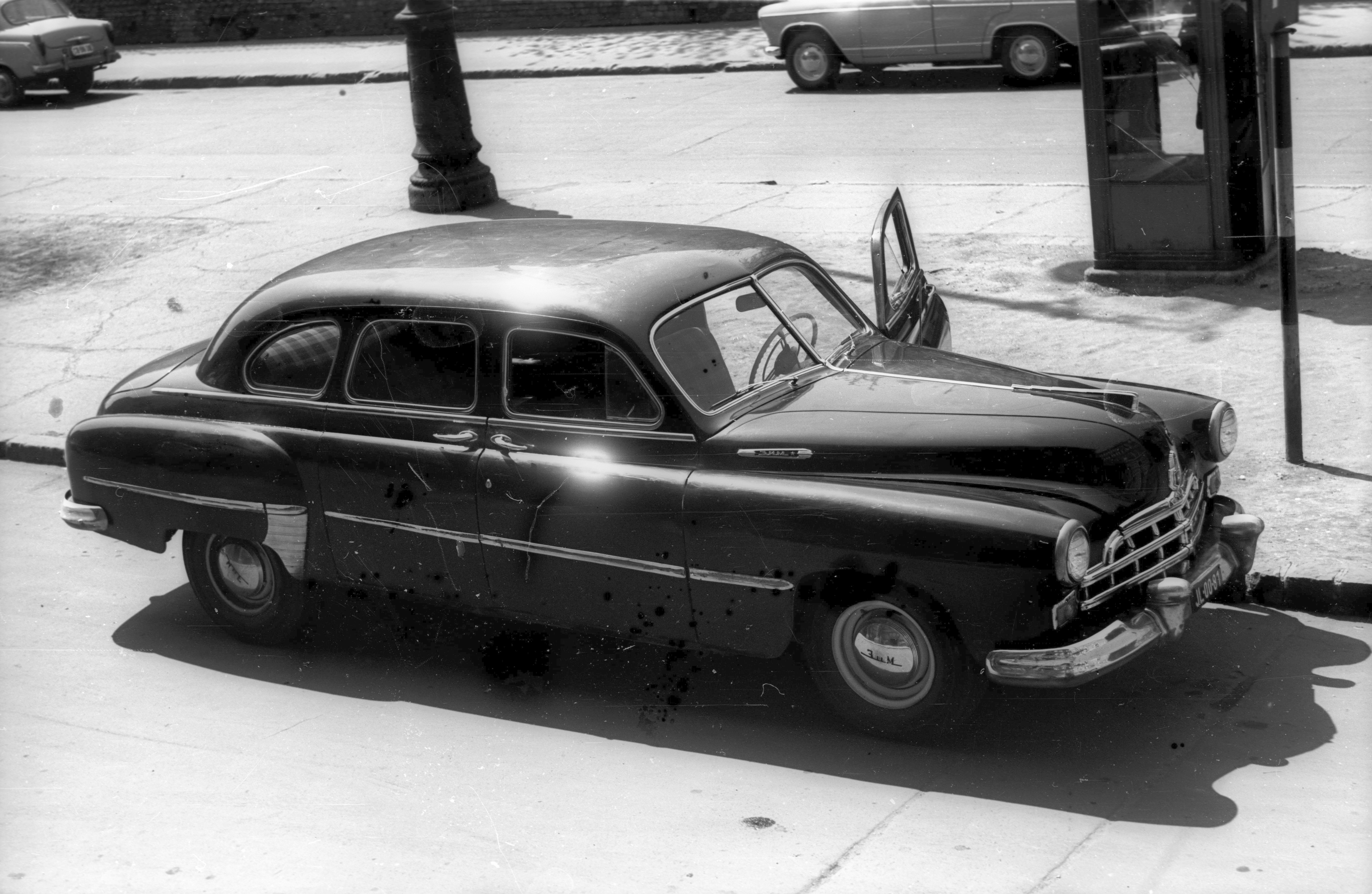
GAZ-12-ZIM in Budapest (1964)

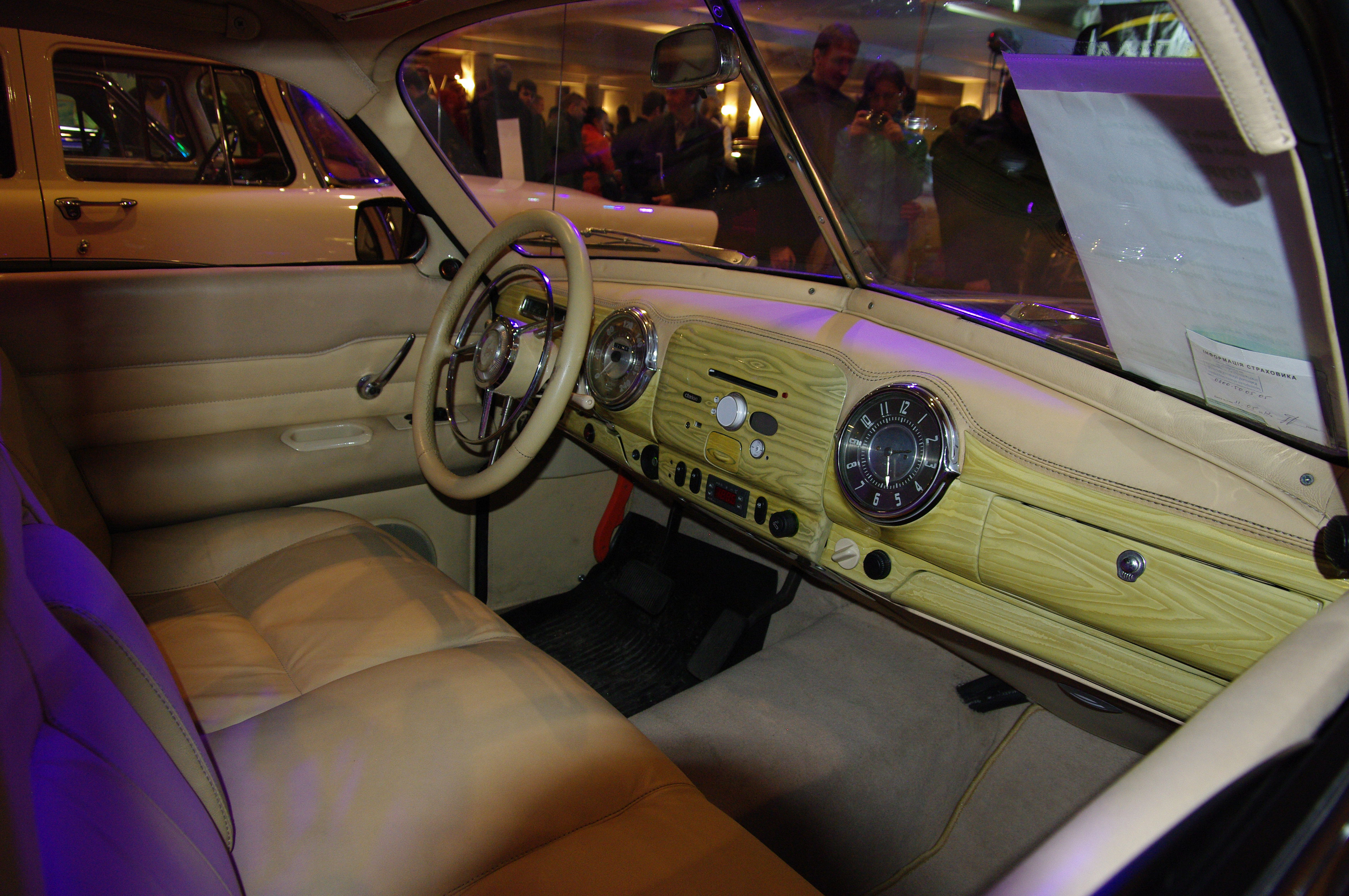
Bild vom Innenraum des Fahrzeugs auf einer Messe in Kiew (2013)

Der GAZ-12 ZIM (russisch ГАЗ-12 ЗИМ) ist eine luxuriöse und repräsentative Limousine der Oberklasse, die von den sowjetischen GAZ-Werken von 1950 bis 1960 hergestellt wurde. Die Abkürzung ZIM steht für Sawod Imeni Molotowa, was innerhalb der Modellbezeichnung den Teil des damaligen Namens der Fabrik (Molotow-Werk) wiedergeben sollte. Von diesem großen Auto, das den offiziellen Stellen der Sowjetunion vorbehalten war, wurden in drei Versionen insgesamt 21.527 Exemplare hergestellt. Nachfolger war ab 1959 der wesentlich modernere GAZ-13 Tschaika.

## Geschichte
Unmittelbar nach 1945 brachte der staatliche Automobil- und Nutzfahrzeughersteller GAZ (russisch Горьковский автомобильный завод (ГАЗ), dt. Transkription Gorkowski Awtomobilny Sawod, übersetzt Gorkier Automobilwerk), der zu Ehren von Wjatscheslaw Michailowitsch Molotow von 1932–1956 offiziell zusätzlich noch Sawod Imeni Molotowa (SIM) hieß, unter der Leitung von Andrei Lipgart und Nikolai Juschmanow einige neue Kraftfahrzeuge heraus.
Auf den 1946 vorgestellten Mittelklassewagen GAZ-M20 Pobeda folgte 1950 der große und luxuriöse GAZ-12 ZIM, weil die Führungskader von Partei und Staat nunmehr ein neues großes und repräsentatives Auto wünschten. Die selbsttragende Karosserie des GAZ-12 stammte im Wesentlichen vom GAZ-M20 Pobeda ab, sie basierte auf einer entsprechend längeren und breiteren sowie verstärkten Bodengruppe. Der langhubige Sechszylinder-Reihenmotor hatte einen Aluminiumzylinderkopf und (damals schon veraltende) stehende Ventile aus dem LKW-Programm von GAZ. Er gab seine Leistung über eine hydraulische und eine Trockenkupplung, ein mechanisches Dreigang-Synchrongetriebe mit Lenkradschaltung und eine Kardanwelle auf die Hinterachse ab. Sie war starr und an Blattfedern aufgehängt. Die Vorderräder hingen einzeln an Doppelquerlenkern. An allen Rädern gab es hydraulisch betätigte Trommelbremsen.
Der ZIM ist stilistisch und technisch von ähnlicher Konzeption wie zeitgenössische US-amerikanische Automobile und hatte eine den Vorbildern entsprechend ähnliche nicht weniger bequeme wie auch reichhaltige Ausstattung. Ein Novum waren die elektrisch beheizbare Rücksitzbank und der selbsttätig rückstellende Blinkerhebel an der Lenksäule. Das in Holzmaserung lackierte Armaturenbrett mit einer Reihe von Kontrollinstrumenten und ein Autoradio gehörte ebenfalls zur Serienausstattung. Dazu gab es Ledersitze und Edelholz-Verkleidungen. Die Limousinen hatten drei Seitenfenster und sechs Sitzplätze, etwas später kam noch eine in sehr geringer Stückzahl (wahrscheinlich nur fünf Exemplare) hergestelltes viertüriges Cabriolet hinzu, das vom Werk als Phaeton bezeichnet wurde. Daneben gab es auch eine Version als Krankenwagen, jedoch mit der Limousinenkarosserie, deren Innenraum dem Zweck entsprechend umgestaltet war – wobei die Trage über die nach oben geöffnete Kofferraumhaube ein- und ausgeladen werden musste. Eine Kombiversion gab es nicht.
Während der 1946 erschienene ZIS-110, ein Nachbau des US-amerikanischen Packard 180 der Vorkriegszeit, der auf den von der Sowjetunion erworbenen originalen Packard-Fertigungsanlagen hergestellt wurde, den höchsten Repräsentanten des Staates vorbehalten blieb (darunter in schwer gepanzerter Version auch Josef Stalin selbst), war der GAZ-12 ZIM eher das Auto für die mittleren und gehobenen Kader der Nomenklatura. Der ZIM wurde wegen des hohen Preises nur eingeschränkt exportiert, darunter einige Exemplare nach Polen, in die Tschechoslowakei, nach Finnland (als Großraumtaxis) und die DDR. In der Tschechoslowakei sollte er die Tatras der Vorkriegszeit ersetzen, fand aber wegen der schlechteren Fahrleistungen und der anfangs noch nicht voll befriedigenden Verarbeitungsqualität keinen größeren Anklang. 1955 wurde dort stattdessen der neu entwickelte Tatra T 603 eingeführt. In der Sowjetunion hingegen war das Auto weit verbreitet und sah noch langjährige Nutzung selbst nach dem Produktionsende. Es wurde auch von der Miliz verwendet, wobei diese Fahrzeuge dunkelblau mit roten Seitenstreifen lackiert und mit einem roten Blinklicht auf dem Dach versehen waren. Im Jahre 1960 endete die Produktion aller drei Versionen des GAZ-12 ZIM nach insgesamt 21.527 Stück.
Nach der Ausmusterung aus dem Staatsdienst gelangte eine Anzahl dieser Autos nach ihrem Ersatz durch die 1959 als Nachfolger erschienenen und moderneren GAZ-13 Tschaika bis Mitte der 1970er-Jahre in Privathand und überdauerten so zum Teil bis in die heutige Zeit. In der DDR wurde eine größere Anzahl von Fahrzeugen nach der Ausmusterung aus dem Staatsdienst bis Anfang der 1970er-Jahre als Taxis genutzt.

## Modellversionen
- GAZ-12 ZIM – Grundmodell als Limousine
- GAZ-12A ZIM – Taxi
- GAZ-12B ZIM – Krankenwagen
- GAZ-12 ZIM – Phaeton (viertüriges Cabriolet)

## Technische Daten
Für das Grundmodell GAZ-12 als Limousine, Stand 1958.
- Motor: Sechszylinder-Reihenmotor, Flüssigkeitskühlung (Pumpe und Thermostat)
- Motortyp: „GAZ-12“
- Leistung: 90 PS (66 kW) bei 3600 min−1
- Hubraum: 3480 cm³
- Bohrung: 82,0 mm
- Hub: 110,0 mm
- maximales Drehmoment: 211 Nm bei 1900–2100 min−1
- Verdichtung: 6,7:1
- Gemischaufbereitung: Doppel-Fallstromvergaser, Typ K-21
- Ventilsteuerung: stehende Ventile, unten liegende Nockenwelle
- Zündfolge: 1–5–3–6–2–4
- Anlasser: ST20B, 1,7 PS Leistung
- Lichtmaschine: G20, 225 W Leistung, 18 A
- Bordspannung: 12 V
- Kupplung:hydraulische Kupplung und Einscheiben-Trockenkupplung
- Getriebe: Dreigang-Schaltgetriebe, teilsynchronisiert (2. und 3. Gang), Lenkradschaltung
- Höchstgeschwindigkeit: 120 km/h
- Treibstoff: Benzin, 70 Oktan
- Treibstoffverbrauch: 18,5 l/100 km (Einstellwert)
- Tankinhalt: 80 l
- Bremse: hydraulisch betätigte Trommelbremsen vorne und hinten
- Radaufhängung vorne: Einzelradaufhängung an Doppelquerlenkern, Schraubenfedern, doppelt wirkende hydraulische Hebelstoßdämpfer
- Radaufhängung hinten: Starrachse an halbelliptischen Blattfedern, doppelt wirkende hydraulische Hebelstoßdämpfer
- Antriebsformel: 4×2 (Hinterradantrieb)

Abmessungen und Gewichte
- Länge: 5530 mm
- Breite: 1900 mm
- Höhe: 1660 mm
- Radstand: 3200 mm
- Spurweite vorne: 1460 mm
- Spurweite hinten: 1500 mm
- minimale Bodenfreiheit: 200 mm
- Wendekreis: 14,8 m Durchmesser, gemessen am Kotflügel
- Sitzplätze: 6
- Leergewicht: 1940 kg
- Zuladung: 450 kg
- zulässiges Gesamtgewicht: 2390 kg
- Achslast vorne: 1190 kg
- Achslast hinten: 1200 kg
- Reifengröße: 7,00-15″
- Preis (1954): 40.000 Rubel